# Cratere Obruchev
Obruchev  è il nome di un cratere lunare da impatto intitolato al geologo russo Vladimir Afanasyevich Obruchev. Questo cratere, assai danneggiato, giace nell'emisfero lunare più distante dalla Terra (faccia nascosta), a breve distanza, verso nord, dal cratere Chrétien. Circa alla stessa distanza, verso sud-est, si trova il cratere Oresme.
Il bordo esterno è stato fortemente danneggiato da impatti successivi, e ne rimane un anello irregolare. Obruchev è parzialmente sovrapposto, verso sud, al cratere satellite Obruchev M, ed una coppia di crateri minori sono sovrapposti alle pendici interne del bordo occidentale. Il pianoro intero presenta sporadiche irregolarità, ma nel complesso è livellato e privo di un picco centrale.

## Crateri correlati
Alcuni crateri minori situati in prossimità di Obruchev sono convenzionalmente identificati, sulle mappe lunari, attraverso una lettera associata al nome.
| Obruchev | Latitudine | Longitudine | Diametro |
| -------- | ---------- | ----------- | -------- |
| M        | 40,5° S    | 162,2° E    | 46 km    |
| T        | 38,5° S    | 157,7° E    | 21 km    |
| V        | 36,6° S    | 158,3° E    | 39 km    |
| X        | 34,7° S    | 159,5° E    | 18 km    |